# Chaetodexia trilineata
Chaetodexia trilineata là một loài ruồi trong họ Tachinidae.